# João Vicente Pimentel Maldonado

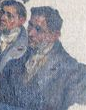
João Vicente Pimentel Maldonado, em estudo (1920) para a tela As Cortes Constituintes de 1821, de Veloso Salgado

João Vicente Pimentel Maldonado (Lisboa, 22 de Janeiro de 1773 – Lisboa, 8 de Fevereiro de 1838) foi um magistrado, escritor, jornalista e maçon português.

## Biografia
Bacharel em Leis e Cânones pela Faculdade de Leis e pela Faculdade de Cânones da Universidade de Coimbra, desempenhou, entre outras, as funções de Provedor dos Resíduos e de Arquivista da Câmara dos Deputados.
Deixou publicadas numerosas poesias, algumas reunidas em livro, Apólogos, de 1820.
Liberal, esteve preso na Setembrizada de 10 a 13 de Setembro de 1810, sendo deportado para os Açores. Com o triunfo da Revolução Liberal do Porto em 24 de Agosto de 1820, foi Deputado das Cortes Gerais e Extraordinárias da Nação Portuguesa e, subsequentemente, Deputado do Reino pelo Círculo Eleitoral da Estremadura, de 1821 a 1822. Voltou a ser perseguido durante o Miguelismo, que o teve preso durante cinco anos, de 1828 a 1833.
Iniciado na Maçonaria em data desconhecida, antes de 1803, com o nome simbólico de Cincinnatus, pertenceu à Loja Regeneração, N.° 500, de Lisboa, onde ocupa o cargo de Venerável Mestre antes do ano de 1820, vindo a desempenhar altos cargos no Grande Oriente Lusitano, nomeadamente o de 6.º Grão-Mestre interino do Grande Oriente Lusitano, de 1820 a 1821. Em 1822 ingressou na Loja Regeneração.
Colaborou no jornal mensal "Jornal da Sociedade dos Amigos das Letras" (1836).